# Landkreis Uecker-Randow
Landkreis Uecker-Randow var ett län (Landkreis) i det tyska förbundslandet Mecklenburg-Vorpommern.
Länet låg söder om Stettiner Haff och länet Ostvorpommern, öster om länet Mecklenburg-Strelitz samt norr om förbundslandet Brandenburg. I öst utgör statsgränsen till Polen även länets gräns. Huvudorten var Pasewalk.